# Palácio de Herodes (Jerusalém)

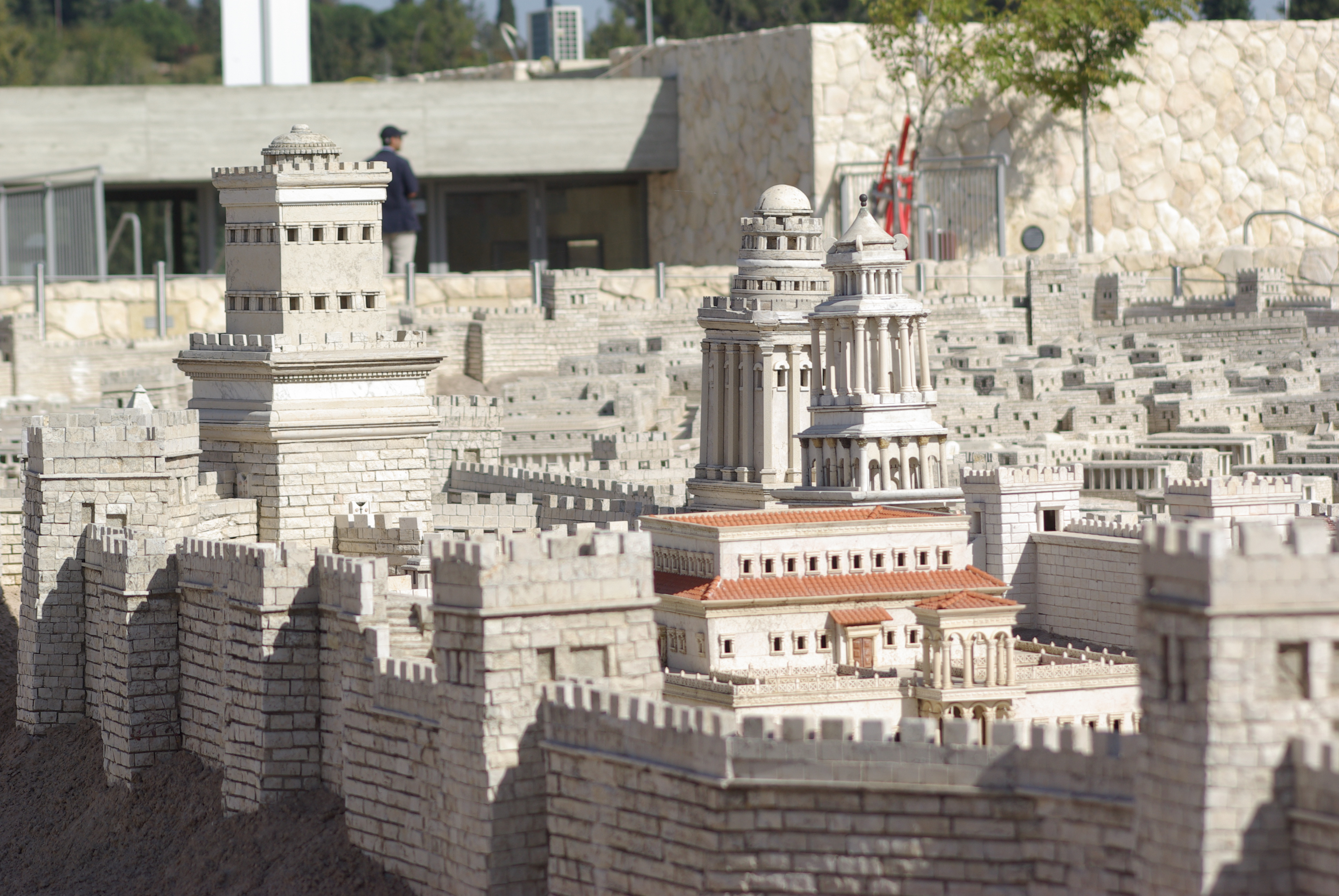
Modelo do Palácio de Herodes em Jerusalém mostrando a Primeira Muralha e, da esquerda para a direita, suas três torres: Fasael, Hípico e Mariane.

O Palácio de Herodes em Jerusalém foi construído no último quarto do século I a.C. por Herodes, o Grande, o rei da Judeia entre 37 e 4 a.C. Era o segundo edifício mais importante em Jerusalém, depois apenas do próprio Templo, na época de Herodes e estava situado na muralha noroeste da Cidade Alta de Jerusalém (a colina ocidental abandonada depois que os babilônios saquearam a cidade). Era a principal residência de Herodes, mas não a única, pois ele possuía outros palácios-fortalezas, principalmente em Massada, no Herodium e em Cesareia Marítima. Nada resta do palácio em Jerusalém, exceto porções do complexo muralha-torre, já muito alterado e geralmente chamado de "A Cidadela" (vide Torre de David). O local onde hoje está o antigo palácio está hoje ocupado pelo Museu da Torre de David, um posto policial e uma antiga prisão/quartel turco conhecido como Kishle.

## Localização e estruturas associadas
O palácio-fortaleza de Herodes em Jerusalém estava no canto noroeste da "Primeira Muralha", construída em algum momento entre 142 e 134 a.C. para proteger a região ocidental da cidade, que ele fortificou ao construir as torres de Hípico, Fasael e Mariane. Estava localizada do lado de dentro da muralha da cidade, imediatamente ao sul do que é o hoje conhecido como Portão de Jaffa e "A Cidadela". Das três torres, apenas os enormes restos da porção inferior da Torre Hípico (Hippicus) sobreviveu (algumas autoridades ainda acreditam que esta base pertencia à Torre Fasael e não à Hípico). Restos de duas torres hasmoneanas mais antigas foram encontradas no atual pátio da Cidadela, no local onde estavam Fasael e Mariane. Elas eram parte de um amurada hasmoneana que Herodes reforçou quando construiu seu palácio-fortaleza. Mais tarde, depois que o palácio já não existia mais, o local foi alterado e transformado numa fortaleza conhecida como "Cidadela" e que é geralmente conhecida pelo nome de sua mais conhecida estrutura – a Torre de David.

## Descrição
Assim como o Templo, o palácio de Herodes em Jerusalém foi construído numa plataforma elevada com cerca de 300 m (norte-sul) por 60 m (leste-oeste) assentada numa série de muros de reforço de 4 a 6 metros de altura a partir do nível da rua. Ele consistia de dois edifícios principais, cada um com seus próprios salões de banquete, banhos e acomodações para centenas de hóspedes. As duas alas foram batizadas em homenagem a Agripa e César. Jardins rodeados por pórticos estavam no centro dos palácios. Existiam ainda grutas, canais e lagos decorados com fontes de bronze. O pretório no palácio se transformou, depois da morte de Herodes, na residência oficial dos governadores romanos quando estavam em Jerusalém durante os grandes festivais judaicos. É provável que tenha sido ali o local onde Jesus foi julgado por Pôncio Pilatos.

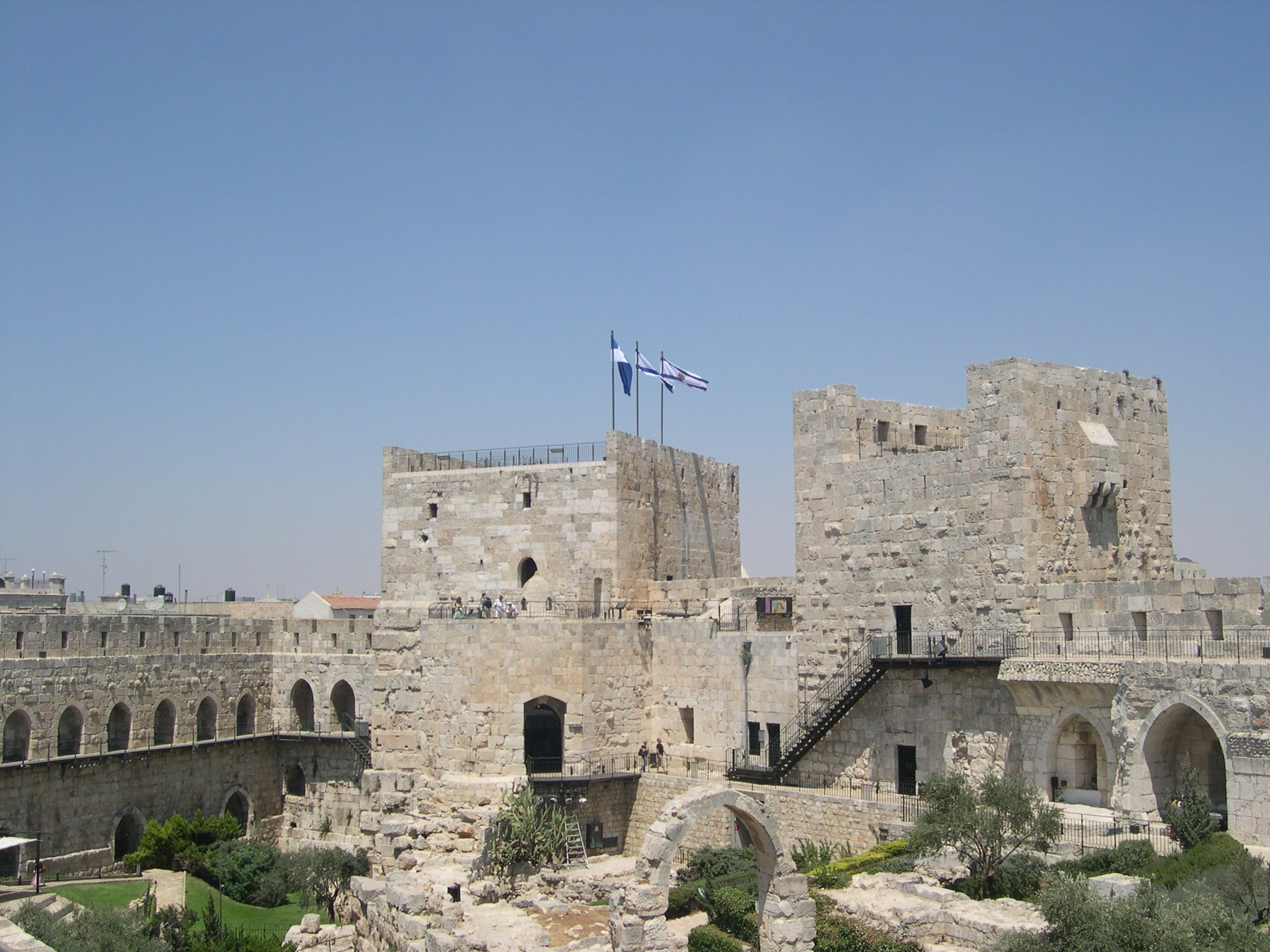
Vista da Torre de David, construída sobre a base da Torre Hípico do Palácio de Herodes, e a "Cidadela", que está hoje sobre suas ruínas.

No lado norte do Palácio de Herodes, junto à muralha, estavam as três grandes torres que o protegiam:
- A Torre Fasael era a maior e foi batizada em homenagem a Fasael, o irmão de Herodes, e tinha 45 metros de altura;
- A Torre Hípico foi batizada em homenagem a um amigo de Herodes e tinha 40 metros de altura;
- A Torre Mariane foi batizada em homenagem à Mariane, a segunda esposa de Herodes, que ele mandou matar. Segundo Josefo, "o rei considerava apropriado que uma torre batizada em homenagem a uma mulher deveria ultrapassar em decoração as que foram batizadas com nomes de homem". Ela tinha 23 metros de altura e, segundo os relatos, era a mais bela das três.

## Destino do palácio
O procurador romano (prefeito antes de 41) passou a viver no Palácio de Herodes depois da criação da província da Judeia em 6 d.C. Em 66, o governador Géssio Floro organizou uma crucificação massiva de judeus, dando início à Primeira revolta judaica. Os rebeldes invadiram e incendiaram o palácio e apenas as três torres permaneceram parcialmente em pé. Quando o futuro imperador romano Tito destruiu a maior parte da cidade em 70, as poupou e armou o acampamento da Legio X Fretensis no local onde estava o palácio, cobrindo praticamente toda a colina ocidental. Uma das torres — a Torre Hípico reconstruída sobre sua base original — passou a ser conhecida como "Torre de David", pois, já durante o período bizantino, acreditava-se que a colina era o Monte Sião e os restos da torre seriam parte das ruínas do palácio de David. Evidências mostram que os cruzados fortificaram a torre e aumentaram a altura da muralha hasmoneana, que já tinha 5 metros de largura, e que os árabes, que conquistaram Jerusalém em 637, fizeram o mesmo no ano seguinte. Um quartel para soldados turcos foi construído Cidadela no século XIX e depois se transformou numa prisão, conhecida como Kishle, utilizada ininterruptamente pelos turcos (até 1917), britânicos (1920–1948) e jordanianos (1948–1967). O Museu da Torre de David, também na Cidadela, é hoje bastante popular, tendo recebido mais de 300 000 visitantes em 2010.

## Escavações nos séculos XX e XXI
Na década de 70, escavações do lado de fora da muralha descobriram a saída de um duto de água do palácio. Este aqueduto transportava água do palácio até o Vale de Hinom. Até recentemente, nenhuma parte do palácio propriamente dito — com exceção do complexo formado pela muralha e as torres — havia sido encontrada. Em 2001, porém, escavações descobriram duas paredes do edifício, construídas com os facilmente reconhecíveis blocos gigantes de pedra talhada herodianos. Porém, mesmo elas talvez não tenham sido parte do palácio em si, mas das paredes de suporte para a base, uma construção similar à que Herodes utilizou na base do Monte do Templo. Escavações realizadas por Ruth Amiran e Avraham Eitan revelaram ainda partes da superestrutura, incluindo algumas seções com reboco decorado.